# Cycnidolon phormesioides
Cycnidolon phormesioides är en skalbaggsart som beskrevs av Martins 1960. Cycnidolon phormesioides ingår i släktet Cycnidolon och familjen långhorningar. Inga underarter finns listade i Catalogue of Life.